# Weekendavisen
Weekendavisen (dt. „die Wochenendzeitung“) ist eine dänische Wochenzeitung mit Sitz in Kopenhagen, die landesweit jeden Freitag erscheint. Mit einer Auflage von rund 52.600 Exemplaren wöchentlich () übt die Zeitung eine bedeutende Funktion als Forum für die Gesellschafts- und Kulturdebatte des Landes aus. Politisch ist sie bürgerlich ausgerichtet und proeuropäisch einzuordnen. Herausgebender Verlag ist das Medienunternehmen Berlingske Media, bei dem auch andere große dänische Zeitungen wie Berlingske veröffentlicht werden.

## Geschichte
Weekendavisen ist ein direkter Nachfolger der Kjøbenhavnske Danske Post-Tidender von 1749 und entwickelte sich aus dem späteren Abendblatt Berlingske Aftenavis. Nachdem Post Danmark 1968 die Nachmittagszustellung abschuf, wurde 1971 die Tageszeitung eingestellt. Lediglich die Herausgabe der Wochenendausgabe der Berlingske Aftenavis wurde fortgeführt und seit 1971 erscheint das Blatt unter dem Titel Weekendavisen. Sein Schwerpunkt lag in den Anfangsjahren auf Hintergrundberichterstattung und Kommentaren zu politischen und kulturellen Themen. Ende der 1980er Jahre verlagerte sich der Charakter der Zeitung von einem Nachrichtenmagazin hin zu einem journalistischen Profil, das nationale und internationale Ereignisse analysiert. Somit wird beabsichtigt, stärker eine Bildungsschicht anzusprechen, die Interesse für internationale Beziehungen sowie gesellschaftliche und kulturelle Themen zeigt.
Eine Ausgabe der Weekendavisen gliedert sich in die fünf Sektionen Samfund (Gesellschaft), Kultur, Bøger (Bücher), Ideer (Innovationen aus dem Forschungsbereich) und Faktisk (für Kinder).
Seit 1980 wird jährlich von den Lesern der Zeitung ermittelt, wer den mit 100.000 DKR prämierten Weekendavisens litteraturpris verliehen bekommt. Zuvor nominiert die Redaktion zehn dänischsprachige Bücher, die sowohl aus der Fach- als auch aus der Schönen Literatur stammen.